# Hoppenstedt (Osterwieck)

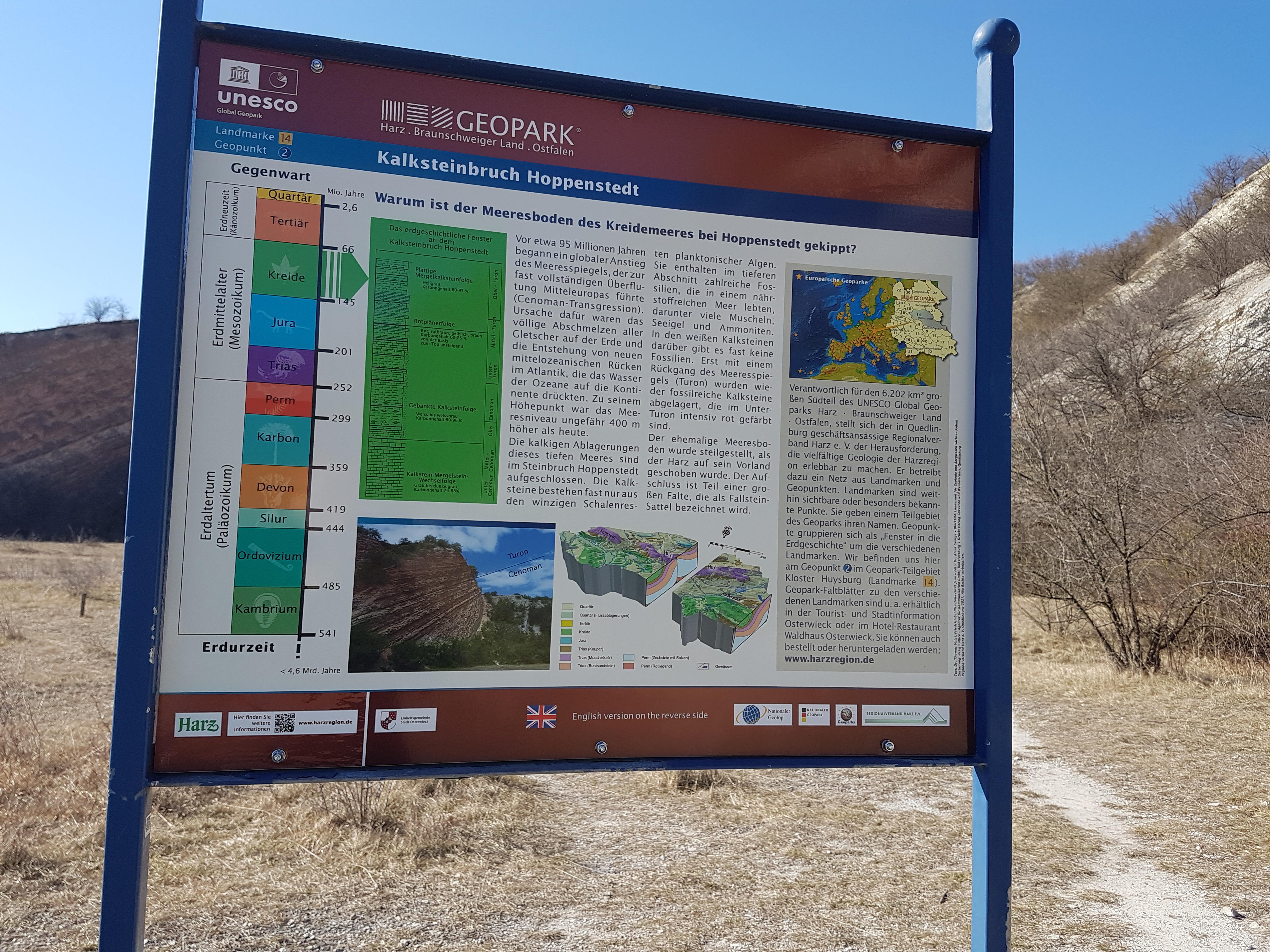
Infotafel im Steinbruch

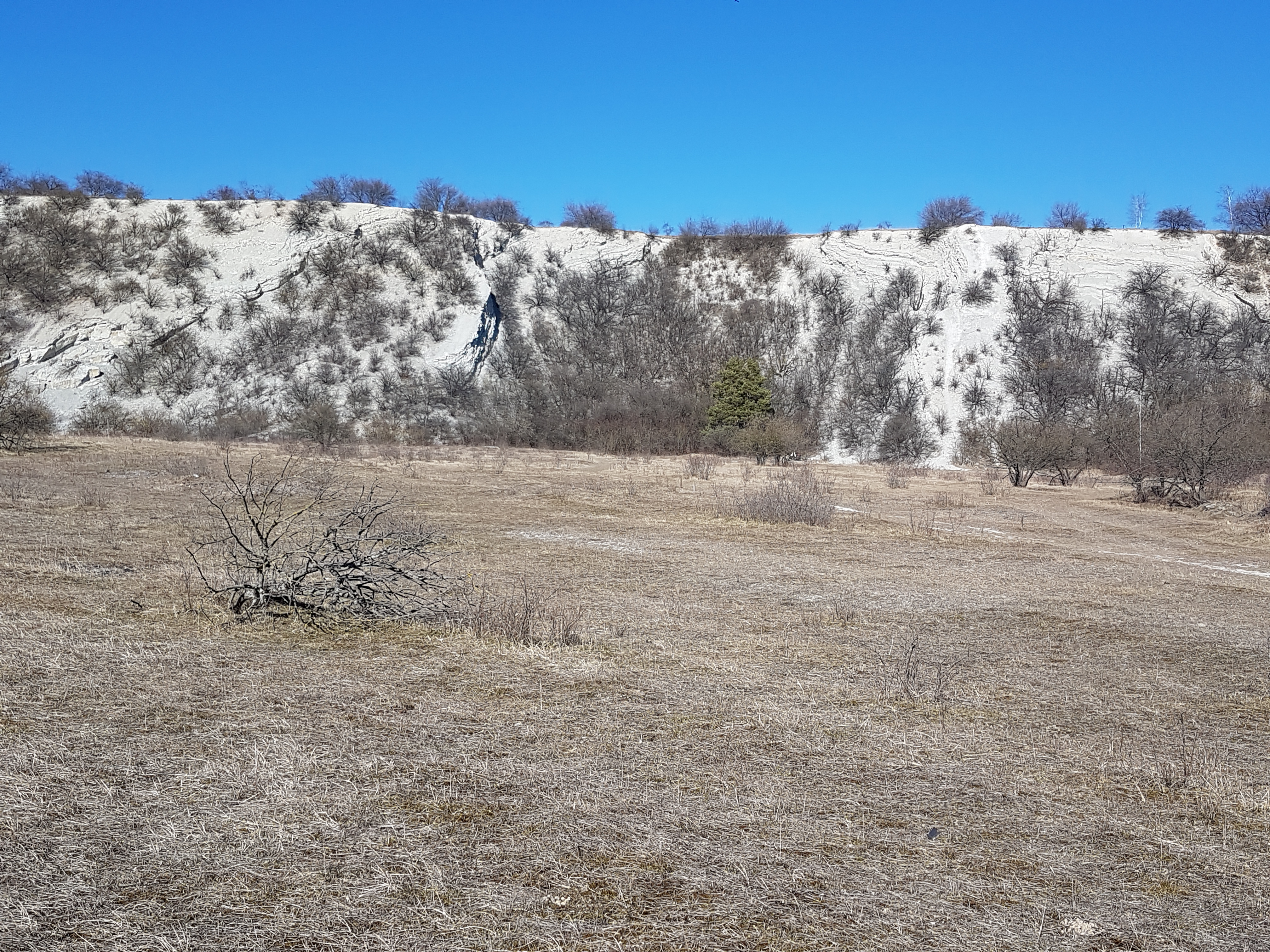
Kalkstein im Steinbruch

Hoppenstedt ist ein Ortsteil der Stadt Osterwieck im nördlichen Harzvorland. Osterwieck liegt etwa 4,5 Kilometer südöstlich, zur niedersächsischen Landesgrenze sind es etwa 3 Kilometer.

## Geografische Lage
Der Ort liegt unterhalb des Kleinen Fallsteins am rechten Ufer der Ilse. Das Gelände steigt von etwa 100 Metern im Tal bis auf fast 180 Meter an. Am Nordrand des Dorfes befindet sich ein aufgelassener Kalksteinbruch, der von 1905 bis 1972 betrieben wurde und heute ein Flächennaturdenkmal ist. Knapp östlich befindet sich das 1961 ausgewiesene Naturschutzgebiet Kleiner Fallstein.

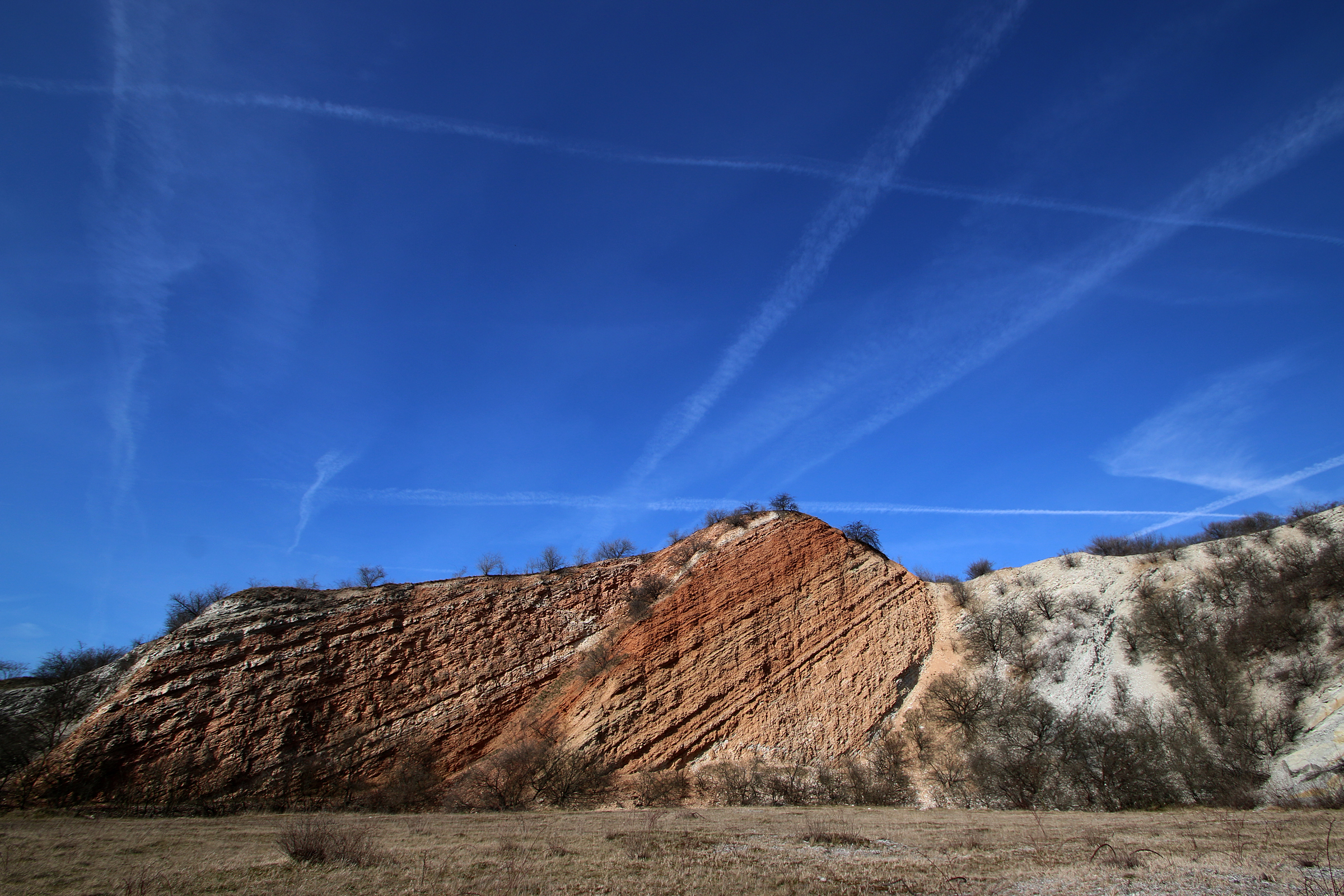
Steinbruch Hoppenstedt

## Geschichte
Hoppenstedt gehörte im Mittelalter zum Bistum Halberstadt und wurde erstmals im Jahre 1201 als Hopelenstide erwähnt. 1235 wird der Ort als Hoppelenstede und 1310 als Hoppenstede erwähnt. Der Namensbestandteil Hoppen- könnte vom Kurznamen Hoppo / Hoppilo zum Vollnamen Hugibald „der Geisteskühne“ kommen.
Anfang des 14. Jahrhunderts war in Hoppenstedt die Adelsfamilie von Berwinkel mit bischöflichen Lehen und einem Anteil an der Mühle begütert. Die in Hoppenstedt befindlichen Besitzungen des Klosters Stötterlingenburg wurden 1343 von den Regensteinern an die Herzöge von Braunschweig verkauft. Bischof Ludwig von Halberstadt verpfändete Hoppenstedt 1363 samt Wülperode an die Familie von der Gowische, Bischof Albrecht III. gab die Orte 1383 der Familie von Rössing; deren Vertrag mehrmals bis 1412 erneuert wurde. Die von Berwinkel blieben Besitzer ihrer Lehen, bis das Geschlecht im Jahre 1492 ausstarb.
Amtlich gehörte Hoppenstedt von alters her zu Wülperode; das Patronat der Kirche war noch 1564 Eigentum der Dompropstei zu Halberstadt. In der Kirche steht ein wertvoller Schnitzaltar aus dem Ende des 15. Jahrhunderts. Im Jahre 1564 hatte Hoppenstedt 29 Hauswirte und um 1900 gab es ca. 230 Einwohner mit Haupterwerb in der Landwirtschaft. Hoppenstedt war bis zum 1. Juli 1950 eine eigenständige Gemeinde und wurde dann nach Bühne eingemeindet.
Am 1. Januar 2010 schloss sich Bühne mit sieben anderen Gemeinden zur neuen Stadt Osterwieck zusammen.

## Kultur
Zentral im Dorf und direkt an der Hauptstraße liegt die evangelische Kirche von Hoppenstedt. Davor befindet sich ein Denkmal für die 14 im Ersten und 10 im Zweiten Weltkrieg Gefallenen des Ortes.

## Verkehr
Durch Hoppenstedt verlaufen die Landesstraße 87 von Osterwieck zur niedersächsischen Landesgrenze sowie die Kreisstraße 1342.
Von 1908 bis 1971 war Hoppenstedt ein Haltepunkt für den Personenverkehr auf der Bahnstrecke Wasserleben–Börßum, die durch die deutsche Teilung unterbrochen wurde, sodass Hoppenstedt seit 1961 Endhaltestelle war. Der Güterverkehr wurde 1976 eingestellt, die Strecke mittlerweile abgebaut.